# Luxemburgische Volleyballnationalmannschaft der Frauen
Die luxemburgische Volleyballnationalmannschaft der Frauen ist eine Auswahl der besten luxemburgischen Spielerinnen, die die Fédération Luxembourgeoise de Volleyball bei internationalen Turnieren und Länderspielen repräsentiert.

## Geschichte
Bei der Volleyball-Weltmeisterschaft 1956 belegte Luxemburg den 17. Platz. Luxemburg konnte sich bisher weder für Olympische Spiele noch für die Volleyball-Europameisterschaft qualifizieren. Auch der World Cup und der World Grand Prix fanden bisher ohne luxemburgische Beteiligung statt.

### Europameisterschaft der Kleinstaaten
Bei der Europameisterschaft der Kleinstaaten erzielten die luxemburgischen Frauen folgende Ergebnisse.
- 2001: 4. Platz
- 2003: Bronze
- 2005: Silber
- 2007: Silber
- 2009: Bronze
- 2011: Bronze
- 2013: 4. Platz
- 2015: Bronze

### Spiele der kleinen Staaten von Europa
Bei den Spielen der kleinen Staaten von Europa gab es für Luxemburgs Frauen diese Ergebnisse:
- 1989: Silber
- 1991: Silber
- 1993: Gold
- 1995: Bronze
- 1997: nicht teilgenommen
- 1999: Bronze
- 2001: nicht teilgenommen
- 2003: Silber
- 2005: Bronze
- 2007: Silber
- 2009: 5. Platz
- 2011: Bronze
- 2013: Silber
- 2015: 4. Platz
- 2017: Bronze